# Cesare Reverdito
Cesare Reverdito (Milano, 1915 – Oblast' di Voronež, 26 agosto 1942) è stato un ufficiale italiano decorato di Medaglia d'oro al valor militare.

## Biografia
Nasce a Milano nel 1915, esegue gli studi da Ragioniere e lavora per il Banco di Roma. Nel 1937 viene chiamato alle armi e frequenta il corso allievi ufficiali a Pola al 12º Reggimento bersaglieri venendo nominato nel 1938 sottotenente e venendo assegnato al 3º Reggimento bersaglieri, ove verrà congedato nel dicembre dello stesso anno.
Viene richiamato a novembre del 1939 per prendere parte ad aprile del 1941 alla Campagna dei Balcani venendo rimpatriato a luglio. Dopo alcune settimane gli viene affidato il comando del 3° plotone della 12ª compagnia mitraglieri con il quale partirà per l'Operazione Barbarossa. Durante questa campagna otterrà prima una medaglia di bronzo al Valor Militare sul campo a Serafimovič nel agosto 1942, mentre dal 23 al 26 agosto durante la Prima battaglia difensiva del Don rimasto unico ufficiale della compagnia a seguito di numerosi attacchi nemici, guidava fino all'ultimo gli uomini organizzando le posizioni difensive, e nel tentativo di fermare un tentativo di infiltrazione nemica sul fianco assieme ad alcuni uomini utilizzando delle bombe a mano, veniva colpito dai proiettili nemici rimanendo ucciso. A seguito di questa azione gli veniva concessa la Medaglia d'oro al valor militare.